# Vicente Nery (cantor)
Vicente Nery, nome artístico de Antônio Vicentino Neri da Silva (Aracoiaba, 24 de janeiro de 1977), é um cantor, compositor e músico cearense.

## Biografia
Vicentino nasceu no ano de 1977 na localidade de Pedra Branca, município de Aracoiaba, no Ceará.
Adotou seu nome artístico em homenagem ao seu pai, Vicente Neri, apenas substituindo a última letra do nome. Estreou em 1993 na banda de forró Cheiro de Menina, onde permaneceu por mais de uma década, gravando 16 álbuns, tornando-se bastante conhecido. 
Fundou a banda Forró Real e foi vocalista de várias outras bandas de forró, como Caviar com Rapadura, Cavalo de Pau, Forró Legal e por último na banda Cheiro de Menina no ano de 2001. Lançou-se em carreira solo em 2010, após alcançar sucesso nacional com suas composições, como as músicas "Senhorita", "Nunca Mais" e "Ponto Final". Em 6 de junho de 2015, gravou DVD em comemoração a 20 anos de carreira, em Fortaleza com participação de Amado Batista em duas músicas.

## Discografia

### Álbuns solo[5]
- "Gafieira" (2013)
- "Simples Assim" (2014)
- "Bar do VN" (2017)
- "Forró Vaquejada Paixão" (2018)